# Alto Carrizal
Alto Carrizal es una localidad del departamento Famatina a poca distancia de la ciudad cabecera del departamento, en la provincia de La Rioja, Argentina.

## Características de la localidad
Esta pequeña localidad se encuentra a unos 10 km hacia el norte de la ciudad de Famatina, en cercanías de la ruta provincial N.º 11. 
Posee un centro de atención primaria en salud y cuatro establecimientos educativos, tres de ellos de carácter rural.
La pequeña y sobria capilla de María Auxiliadora se destaca por su estilo edilicio alejado de los parámetros de diseño típicos, ya que su frente está resuelto mediante un portal semicircular con acceso de arcos ojivales.
Si bien los conflictos habían comenzado varios años antes, a principios del año 2012 esta pequeña localidad llegó en cierta medida al conocimiento de la opinión pública porque en ella se realizó un corte de ruta que impidió el acceso de los vehículos y maquinarias que hubieran iniciado los trabajos mineros en el cerro Famatina.
Este corte se mantuvo durante meses y finalmente la comunidad logró que se cancelara definitivamente el proyecto.

## Población
Cuenta con 200 habitantes (Indec, 2010), lo que representa un descenso del 8,7% frente a los 219 habitantes (Indec, 2001) del censo anterior.
| Gráfica de evolución demográfica de Alto Carrizal entre 1991 y 2010 |
|                                                                     |
| Fuente: Censos nacionales del INDEC                                 |

## Sismicidad
La sismicidad de la región de La Rioja es frecuente y de intensidad baja, y un silencio sísmico de terremotos medios a graves cada 30 años en áreas aleatorias.